# Élections générales espagnoles de novembre 2019 en Andalousie
Les élections générales espagnoles de novembre 2019 (en espagnol : Elecciones generales de España de noviembre de 2019) se tiennent le dimanche 10 novembre 2019 afin d'élire les 350 députés et 208 des 266 sénateurs de la XIVe législature des Cortes Generales. 61 députés sont élus en Andalousie.

## Résultats
| Parti                  | Parti                                                   | Voix      | %     | +/-  | Sièges | +/-           |  |
| ---------------------- | ------------------------------------------------------- | --------- | ----- | ---- | ------ | ------------- |  |
|                        | Parti socialiste ouvrier espagnol (PSOE)                | 1 425 126 | 33,36 | 0,86 | 25     | 1             |  |
|                        | Parti populaire (PP)                                    | 877 202   | 20,54 | 3,36 | 15     | 4             |  |
|                        | Vox                                                     | 869 909   | 20,36 | 6,99 | 12     | 6             |  |
|                        | Unidas Podemos (UP)                                     | 559 628   | 13,10 | 1,19 | 6      | 3             |  |
|                        | Ciudadanos (Cs)                                         | 346 094   | 8,10  | 9,60 | 3      | 8             |  |
|                        | Más País                                                | 56 445    | 1,32  | Nv.  | 0      | en stagnation |  |
|                        | Parti animaliste contre la maltraitance animale (PACMA) | 47 485    | 1,11  | 0,24 | 0      | en stagnation |  |
|                        | Andalousie par elle-même (AxSi)                         | 14 046    | 0,33  | 0,08 | 0      | en stagnation |  |
|                        | Recortes Cero-Grupo Verde (RC-GV)                       | 6 045     | 0,14  | 0,03 | 0      | en stagnation |  |
|                        | Parti communiste ouvrier espagnol (PCOE)                | 6 025     | 0,14  | 0,02 | 0      | en stagnation |  |
|                        | Pour un monde + juste (PUM+J)                           | 5 256     | 0,12  | 0,03 | 0      | en stagnation |  |
|                        | Autres partis                                           | 7 751     | 0,18  | -    | 0      | -             |  |
|                        | Vote blanc                                              | 50 672    | 1,19  | 0,25 |        |               |  |
|                        |                                                         |           |       |      |        |               |  |
| Suffrages exprimés     | Suffrages exprimés                                      | 4 271 684 | 98,50 |      |        |               |  |
| Votes nuls             | Votes nuls                                              | 65 040    | 1,50  |      |        |               |  |
| Total                  | Total                                                   | 4 336 724 | 100   | -    | 61     | en stagnation |  |
| Abstention             | Abstention                                              | 2 242 656 | 34,09 |      |        |               |  |
| Inscrits/Participation | Inscrits/Participation                                  | 6 579 380 | 65,91 |      |        |               |  |

### Résultats par provinces

#### Almería
| Parti                  | Parti                                                   | Voix    | %     | +/-  | Sièges | +/-           |  |
| ---------------------- | ------------------------------------------------------- | ------- | ----- | ---- | ------ | ------------- |  |
|                        | Parti socialiste ouvrier espagnol (PSOE)                | 89 295  | 29,53 | 0,62 | 2      | en stagnation |  |
|                        | Vox                                                     | 80 714  | 26,69 | 7,60 | 2      | 1             |  |
|                        | Parti populaire (PP)                                    | 78 072  | 25,82 | 3,28 | 2      | en stagnation |  |
|                        | Unidas Podemos (UP)                                     | 24 400  | 8,07  | 0,75 | 0      | en stagnation |  |
|                        | Ciudadanos (Cs)                                         | 22 835  | 7,55  | 9,60 | 0      | 1             |  |
|                        | Parti animaliste contre la maltraitance animale (PACMA) | 2 582   | 0,85  | 0,20 | 0      | en stagnation |  |
|                        | Sièges en blanc (EB)                                    | 513     | 0,17  | 0,01 | 0      | en stagnation |  |
|                        | Pour un monde + juste (PUM+J)                           | 371     | 0,12  | 0,02 | 0      | en stagnation |  |
|                        | Recortes Cero-Grupo Verde (RC-GV)                       | 360     | 0,12  | 0,01 | 0      | en stagnation |  |
|                        | Andalousie par elle-même (AxSi)                         | 318     | 0,11  | Nv.  | 0      | en stagnation |  |
|                        | Parti communiste du peuple andalou (PCPA)               | 303     | 0,10  | 0,01 | 0      | en stagnation |  |
|                        | Vote blanc                                              | 2 661   | 0,88  | 0,18 |        |               |  |
|                        |                                                         |         |       |      |        |               |  |
| Suffrages exprimés     | Suffrages exprimés                                      | 302 424 | 99,02 |      |        |               |  |
| Votes nuls             | Votes nuls                                              | 2 990   | 0,98  |      |        |               |  |
| Total                  | Total                                                   | 305 414 | 100   | -    | 6      | en stagnation |  |
| Abstention             | Abstention                                              | 197 213 | 39,24 |      |        |               |  |
| Inscrits/Participation | Inscrits/Participation                                  | 502 627 | 60,76 |      |        |               |  |

#### Cadix
| Parti                  | Parti                                                   | Voix      | %     | +/-   | Sièges | +/-           |  |
| ---------------------- | ------------------------------------------------------- | --------- | ----- | ----- | ------ | ------------- |  |
|                        | Parti socialiste ouvrier espagnol (PSOE)                | 188 271   | 30,56 | 0,92  | 3      | en stagnation |  |
|                        | Vox                                                     | 131 205   | 21,30 | 8,20  | 2      | 1             |  |
|                        | Parti populaire (PP)                                    | 111 089   | 18,03 | 3,14  | 2      | 1             |  |
|                        | Unidas Podemos (UP)                                     | 93 541    | 15,18 | 1,42  | 1      | 1             |  |
|                        | Ciudadanos (Cs)                                         | 55 490    | 9,01  | 10,70 | 1      | 1             |  |
|                        | Más País                                                | 11 316    | 1,84  | Nv.   | 0      | en stagnation |  |
|                        | Parti animaliste contre la maltraitance animale (PACMA) | 8 437     | 1,37  | 0,29  | 0      | en stagnation |  |
|                        | Andalousie par elle-même (AxSi)                         | 3 509     | 0,57  | 0,07  | 0      | en stagnation |  |
|                        | Parti communiste ouvrier espagnol (PCOE)                | 1 739     | 0,28  | 0,05  | 0      | en stagnation |  |
|                        | Recortes Cero-Grupo Verde (RC-GV)                       | 915       | 0,15  | 0,09  | 0      | en stagnation |  |
|                        | Pour un monde + juste (PUM+J)                           | 707       | 0,11  | Nv.   | 0      | en stagnation |  |
|                        | Parti communiste du peuple andalou (PCPA)               | 639       | 0,10  | 0,02  | 0      | en stagnation |  |
|                        | Vote blanc                                              | 9 221     | 1,50  | 0,27  |        |               |  |
|                        |                                                         |           |       |       |        |               |  |
| Suffrages exprimés     | Suffrages exprimés                                      | 616 079   | 98,70 |       |        |               |  |
| Votes nuls             | Votes nuls                                              | 8 116     | 1,30  |       |        |               |  |
| Total                  | Total                                                   | 624 195   | 100   | -     | 9      | en stagnation |  |
| Abstention             | Abstention                                              | 378 100   | 37,72 |       |        |               |  |
| Inscrits/Participation | Inscrits/Participation                                  | 1 002 295 | 62,28 |       |        |               |  |

#### Cordoue
| Parti                  | Parti                                                   | Voix    | %     | +/-           | Sièges | +/-           |  |
| ---------------------- | ------------------------------------------------------- | ------- | ----- | ------------- | ------ | ------------- |  |
|                        | Parti socialiste ouvrier espagnol (PSOE)                | 146 761 | 33,03 | 1,38          | 2      | en stagnation |  |
|                        | Parti populaire (PP)                                    | 99 999  | 22,50 | 3,67          | 2      | 1             |  |
|                        | Vox                                                     | 82 534  | 18,57 | 6,55          | 1      | 1             |  |
|                        | Unidas Podemos (UP)                                     | 64 769  | 14,58 | 0,29          | 1      | en stagnation |  |
|                        | Ciudadanos (Cs)                                         | 36 229  | 8,15  | 8,73          | 0      | 1             |  |
|                        | Parti animaliste contre la maltraitance animale (PACMA) | 3 946   | 0,89  | 0,15          | 0      | en stagnation |  |
|                        | Parti communiste ouvrier espagnol (PCOE)                | 1 062   | 0,24  | 0,02          | 0      | en stagnation |  |
|                        | Andalousie par elle-même (AxSi)                         | 1 019   | 0,23  | Nv.           | 0      | en stagnation |  |
|                        | Sièges en blanc (EB)                                    | 760     | 0,17  | en stagnation | 0      | en stagnation |  |
|                        | Recortes Cero-Grupo Verde (RC-GV)                       | 549     | 0,12  | 0,04          | 0      | en stagnation |  |
|                        | Parti communiste du peuple andalou (PCPA)               | 544     | 0,12  | 0,05          | 0      | en stagnation |  |
|                        | Pour un monde + juste (PUM+J0                           | 478     | 0,11  | 0,01          | 0      | en stagnation |  |
|                        | Parti communiste des travailleurs espagnols (PCTE)      | 321     | 0,07  | 0,02          | 0      | en stagnation |  |
|                        | Vote blanc                                              | 5 405   | 1,22  | 0,22          |        |               |  |
|                        |                                                         |         |       |               |        |               |  |
| Suffrages exprimés     | Suffrages exprimés                                      | 444 376 | 98,36 |               |        |               |  |
| Votes nuls             | Votes nuls                                              | 7 399   | 1,64  |               |        |               |  |
| Total                  | Total                                                   | 451 777 | 100   | -             | 6      | en stagnation |  |
| Abstention             | Abstention                                              | 196 566 | 30,32 |               |        |               |  |
| Inscrits/Participation | Inscrits/Participation                                  | 648 341 | 69,68 |               |        |               |  |

#### Grenade
| Parti                  | Parti                                                   | Voix    | %     | +/-  | Sièges | +/-           |  |
| ---------------------- | ------------------------------------------------------- | ------- | ----- | ---- | ------ | ------------- |  |
|                        | Parti socialiste ouvrier espagnol (PSOE)                | 160 190 | 33,18 | 0,70 | 3      | en stagnation |  |
|                        | Parti populaire (PP)                                    | 105 192 | 21,79 | 3,35 | 2      | 1             |  |
|                        | Vox                                                     | 99 928  | 20,70 | 6,59 | 1      | en stagnation |  |
|                        | Unidas Podemos (UP)                                     | 59 331  | 12,29 | 1,35 | 1      | en stagnation |  |
|                        | Ciudadanos (Cs)                                         | 37 772  | 7,82  | 9,54 | 0      | 1             |  |
|                        | Más País                                                | 8 629   | 1,79  | Nv.  | 0      | en stagnation |  |
|                        | Parti animaliste contre la maltraitance animale (PACMA) | 4 095   | 0,85  | 0,26 | 0      | en stagnation |  |
|                        | Pour un monde + juste (PUM+J)                           | 624     | 0,13  | 0,01 | 0      | en stagnation |  |
|                        | Andalousie par elle-même (AxSi)                         | 619     | 0,13  | 0,02 | 0      | en stagnation |  |
|                        | Recortes Cero-Grupo Verde (RC-GV)                       | 545     | 0,11  | 0,01 | 0      | en stagnation |  |
|                        | Convergence andalouse (CAnda)                           | 520     | 0,11  | Nv.  | 0      | en stagnation |  |
|                        | Autres partis                                           | 806     | 0,17  | -    | 0      | -             |  |
|                        | Vote blanc                                              | 4 528   | 0,94  | 0,23 |        |               |  |
|                        |                                                         |         |       |      |        |               |  |
| Suffrages exprimés     | Suffrages exprimés                                      | 482 779 | 98,35 |      |        |               |  |
| Votes nuls             | Votes nuls                                              | 8 123   | 1,65  |      |        |               |  |
| Total                  | Total                                                   | 490 902 | 100   | -    | 7      | en stagnation |  |
| Abstention             | Abstention                                              | 264 105 | 34,98 |      |        |               |  |
| Inscrits/Participation | Inscrits/Participation                                  | 755 007 | 65,02 |      |        |               |  |

#### Huelva
| Parti                  | Parti                                                   | Voix    | %     | +/-  | Sièges | +/-           |  |
| ---------------------- | ------------------------------------------------------- | ------- | ----- | ---- | ------ | ------------- |  |
|                        | Parti socialiste ouvrier espagnol (PSOE)                | 92 656  | 36,56 | 0,39 | 3      | 1             |  |
|                        | Vox                                                     | 52 485  | 20,94 | 8,12 | 1      | 1             |  |
|                        | Parti populaire (PP)                                    | 49 452  | 19,73 | 2,76 | 1      | en stagnation |  |
|                        | Unidas Podemos (UP)                                     | 30 389  | 12,12 | 0,88 | 0      | 1             |  |
|                        | Ciudadanos (Cs)                                         | 18 382  | 7,33  | 9,62 | 0      | 1             |  |
|                        | Parti animaliste contre la maltraitance animale (PACMA) | 2 535   | 1,01  | 0,19 | 0      | en stagnation |  |
|                        | Andalousie par elle-même (AxSi)                         | 856     | 0,34  | 0,02 | 0      | en stagnation |  |
|                        | Recortes Cero-Grupo Verde (RC-GV)                       | 495     | 0,20  | 0,04 | 0      | en stagnation |  |
|                        | Parti communiste ouvrier espagnol (PCOE)                | 464     | 0,19  | 0,14 | 0      | en stagnation |  |
|                        | Pour un monde + juste (PUM+J)                           | 351     | 0,14  | Nv.  | 0      | en stagnation |  |
|                        | Autres partis                                           | 271     | 0,11  | -    | 0      | -             |  |
|                        | Vote blanc                                              | 3 345   | 1,33  | 0,23 |        |               |  |
|                        |                                                         |         |       |      |        |               |  |
| Suffrages exprimés     | Suffrages exprimés                                      | 250 681 | 98,18 |      |        |               |  |
| Votes nuls             | Votes nuls                                              | 4 648   | 1,82  |      |        |               |  |
| Total                  | Total                                                   | 255 329 | 100   | -    | 5      | en stagnation |  |
| Abstention             | Abstention                                              | 143 690 | 36,01 |      |        |               |  |
| Inscrits/Participation | Inscrits/Participation                                  | 399 019 | 63,99 |      |        |               |  |

#### Jaén
| Parti                  | Parti                                                   | Voix    | %     | +/-  | Sièges | +/-           |  |
| ---------------------- | ------------------------------------------------------- | ------- | ----- | ---- | ------ | ------------- |  |
|                        | Parti socialiste ouvrier espagnol (PSOE)                | 141 737 | 38,82 | 0,71 | 3      | en stagnation |  |
|                        | Parti populaire (PP)                                    | 82 055  | 22,47 | 2,86 | 1      | en stagnation |  |
|                        | Vox                                                     | 71 950  | 19,71 | 7,58 | 1      | 1             |  |
|                        | Unidas Podemos (UP)                                     | 35 962  | 9,85  | 0,72 | 0      | en stagnation |  |
|                        | Ciudadanos (Cs)                                         | 24 816  | 6,80  | 9,07 | 0      | 1             |  |
|                        | Parti animaliste contre la maltraitance animale (PACMA) | 2 766   | 0,76  | 0,11 | 0      | en stagnation |  |
|                        | Andalousie par elle-même (AxSi)                         | 856     | 0,23  | 0,09 | 0      | en stagnation |  |
|                        | Parti communiste des travailleurs espagnols (PCTE)      | 471     | 0,13  | Nv.  | 0      | en stagnation |  |
|                        | Recortes Cero-Grupo Verde (RC-GV)                       | 464     | 0,13  | 0,03 | 0      | en stagnation |  |
|                        | Pour un monde + juste (PUM+J)                           | 419     | 0,11  | 0,03 | 0      | en stagnation |  |
|                        | Parti républicain indépendant solidaire andalou (RISA)  | 249     | 0,07  | 0,02 | 0      | en stagnation |  |
|                        | Vote blanc                                              | 3 361   | 0,92  | 0,27 |        |               |  |
|                        |                                                         |         |       |      |        |               |  |
| Suffrages exprimés     | Suffrages exprimés                                      | 365 106 | 98,40 |      |        |               |  |
| Votes nuls             | Votes nuls                                              | 5 937   | 1,60  |      |        |               |  |
| Total                  | Total                                                   | 371 043 | 100   | -    | 5      | en stagnation |  |
| Abstention             | Abstention                                              | 155 616 | 29,55 |      |        |               |  |
| Inscrits/Participation | Inscrits/Participation                                  | 526 659 | 70,45 |      |        |               |  |

#### Málaga
| Parti                  | Parti                                                   | Voix      | %     | +/-   | Sièges | +/-           |  |
| ---------------------- | ------------------------------------------------------- | --------- | ----- | ----- | ------ | ------------- |  |
|                        | Parti socialiste ouvrier espagnol (PSOE)                | 226 831   | 29,98 | 0,86  | 4      | en stagnation |  |
|                        | Parti populaire (PP)                                    | 163 177   | 21,56 | 3,86  | 3      | 1             |  |
|                        | Vox                                                     | 162 280   | 21,45 | 7,47  | 2      | 1             |  |
|                        | Unidas Podemos (UP)                                     | 97 801    | 12,92 | 1,59  | 1      | 1             |  |
|                        | Ciudadanos (Cs)                                         | 66 995    | 8,85  | 10,65 | 1      | 1             |  |
|                        | Más País                                                | 14 112    | 1,86  | Nv.   | 0      | en stagnation |  |
|                        | Parti animaliste contre la maltraitance animale (PACMA) | 11 089    | 1,47  | 0,39  | 0      | en stagnation |  |
|                        | Andalousie par elle-même (AxSi)                         | 1 686     | 0,22  | 0,02  | 0      | en stagnation |  |
|                        | Parti communiste ouvrier espagnol (PCOE)                | 1 265     | 0,17  | Nv.   | 0      | en stagnation |  |
|                        | Recortes Cero-Grupo Verde (RC-GV)                       | 1 261     | 0,17  | 0,05  | 0      | en stagnation |  |
|                        | Pour un monde + juste (PUM+J)                           | 904       | 0,12  | 0,01  | 0      | en stagnation |  |
|                        | Autres partis                                           | 962       | 0,13  | -     | 0      | -             |  |
|                        | Vote blanc                                              | 8 358     | 1,10  | 0,21  |        |               |  |
|                        |                                                         |           |       |       |        |               |  |
| Suffrages exprimés     | Suffrages exprimés                                      | 756 721   | 98,68 |       |        |               |  |
| Votes nuls             | Votes nuls                                              | 10 098    | 1,32  |       |        |               |  |
| Total                  | Total                                                   | 766 819   | 100   | -     | 11     | en stagnation |  |
| Abstention             | Abstention                                              | 430 869   | 35,98 |       |        |               |  |
| Inscrits/Participation | Inscrits/Participation                                  | 1 197 688 | 64,02 |       |        |               |  |

#### Séville
| Parti                  | Parti                                                   | Voix      | %     | +/-           | Sièges | +/-           |  |
| ---------------------- | ------------------------------------------------------- | --------- | ----- | ------------- | ------ | ------------- |  |
|                        | Parti socialiste ouvrier espagnol (PSOE)                | 380 385   | 36,11 | 1,00          | 5      | en stagnation |  |
|                        | Vox                                                     | 188 813   | 17,92 | 5,72          | 2      | 1             |  |
|                        | PP                                                      | 188 166   | 17,86 | 3,35          | 2      | en stagnation |  |
|                        | Unidas Podemos (UP)                                     | 153 435   | 14,56 | 1,43          | 2      | en stagnation |  |
|                        | Ciudadanos (Cs)                                         | 83 575    | 7,93  | 8,75          | 1      | 1             |  |
|                        | Más País                                                | 22 388    | 2,13  | Nv.           | 0      | en stagnation |  |
|                        | Parti animaliste contre la maltraitance animale (PACMA) | 12 035    | 1,14  | 0,20          | 0      | en stagnation |  |
|                        | Andalousie par elle-même (AxSi)                         | 5 183     | 0,49  | 0,20          | 0      | en stagnation |  |
|                        | Parti communiste ouvrier espagnol (PCOE)                | 1 495     | 0,14  | 0,02          | 0      | en stagnation |  |
|                        | Recortes Cero-Grupo Verde (RC-GV)                       | 1 456     | 0,14  | en stagnation | 0      | en stagnation |  |
|                        | Pour un monde + juste (PUM+J)                           | 1 402     | 0,13  | 0,01          | 0      | en stagnation |  |
|                        | Autres partis                                           | 1 392     | 0,13  | -             | 0      | -             |  |
|                        | Vote blanc                                              | 13 793    | 1,31  | 0,30          |        |               |  |
|                        |                                                         |           |       |               |        |               |  |
| Suffrages exprimés     | Suffrages exprimés                                      | 1 053 518 | 98,35 |               |        |               |  |
| Votes nuls             | Votes nuls                                              | 17 729    | 1,65  |               |        |               |  |
| Total                  | Total                                                   | 1 071 247 | 100   | -             | 12     | en stagnation |  |
| Abstention             | Abstention                                              | 476 497   | 30,79 |               |        |               |  |
| Inscrits/Participation | Inscrits/Participation                                  | 1 547 744 | 69,21 |               |        |               |  |